# Acraea drucei
Acraea drucei är en fjärilsart som beskrevs av Eltringham 1910. Acraea drucei ingår i släktet Acraea och familjen praktfjärilar. Inga underarter finns listade i Catalogue of Life.